# Фоє
Фоє́ (застаріле — фойє́; фр. foyer, букв. — «вогнище, осередок») — великий передпокій у громадській будівлі (театрі, кінотеатрі, опері, філармонії, будинку культури та ін.), розташований біля глядацької, концертної чи іншого призначення зали. Фоє призначене для відпочинку глядачів, зустрічей перед початком спектаклю або ж під час антрактів (перерв), а також для урочистостей і самостійних культурних заходів (наприклад, зустрічей з художниками, акторами тощо).
Зазвичай фоє — це велика, спеціальна зала, обладнана меблями для відпочинку. Також як фоє може слугувати великий коридор, що оточує головну залу. Фоє може прикрашати постійна виставка, пов'язана з діяльністю закладу, або ж тимчасові експозиції (як-от витвори мистецтва).

## Зауваження

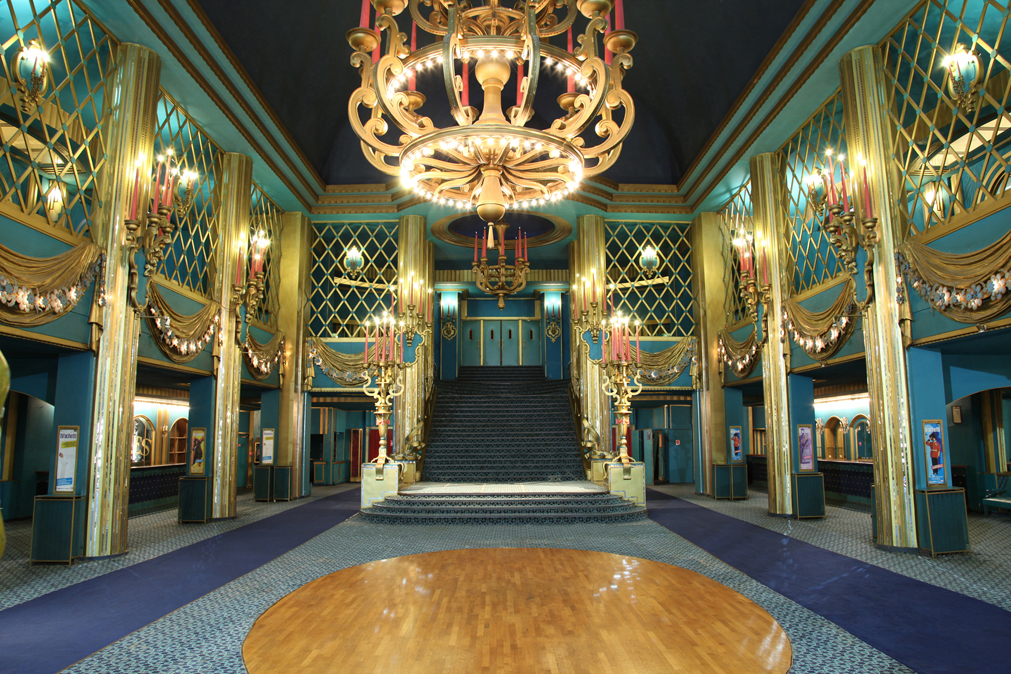
Фоє вар'єте «Фолі-Бержер», Париж

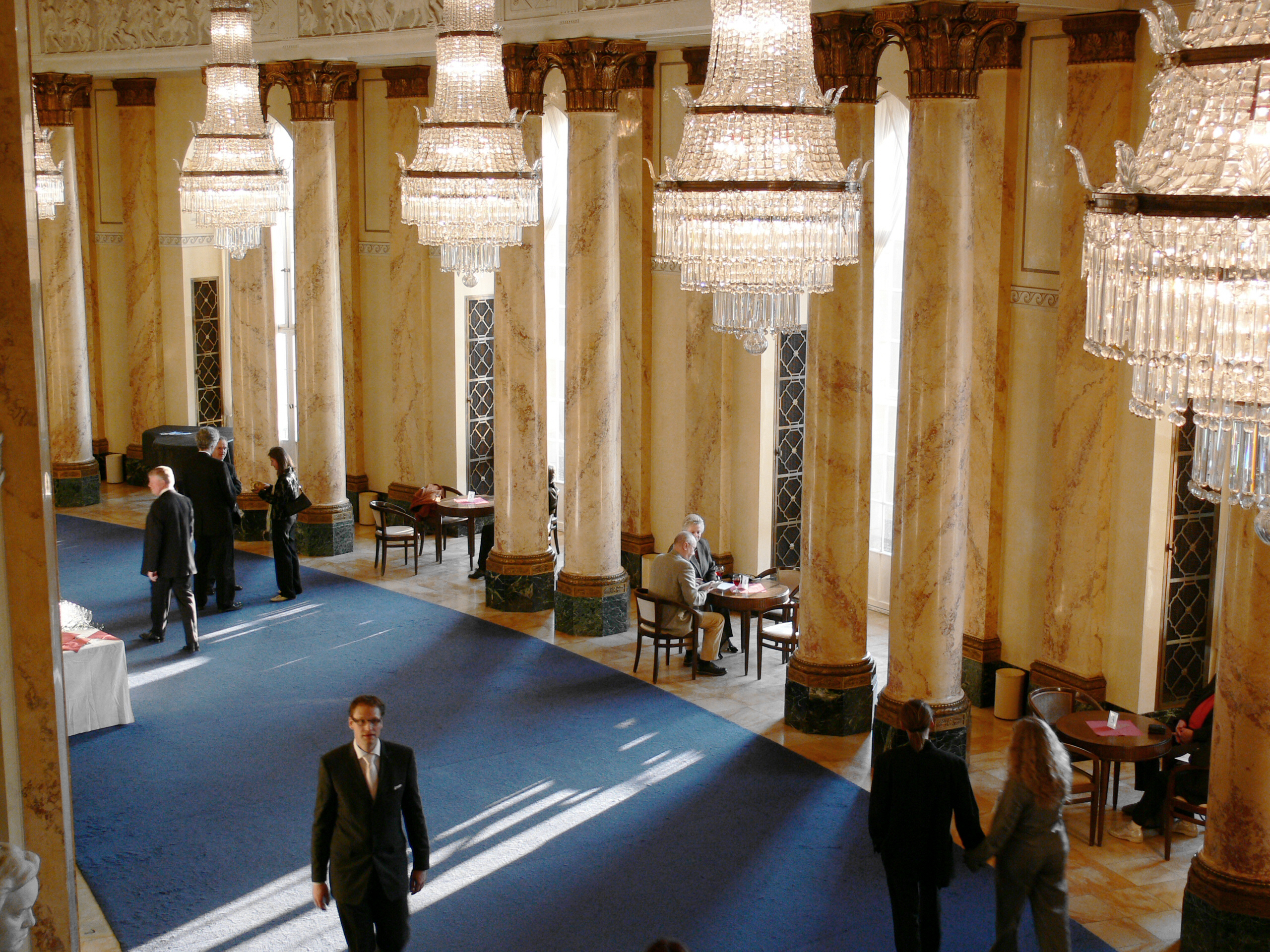
Фоє Штутгартської державної опери

1. ↑  Написання за правописом 1993 року, який утратив чинність 30 травня 2019. Упродовж перехідного періоду тривалістю п'ять років, використання норм правопису 1993 року не вважається помилковим.[3]